# Dense Shelf Water

L'AABW si forma nell'Oceano Antartico dal raffreddamento dell'acqua superficiale nelle polinie.

L’acqua di fondo antartica (AABW, dall’inglese Antarctic Bottom Water) è un tipo di massa d'acqua che si trova nell'Oceano Meridionale, attorno all'Antartide, con temperature che vanno da −0,8 a 2 °C e salinità assolute comprese tra 34,6 e 35,0 g/kg. Essendo la massa d’acqua più densa degli oceani, l’AABW si trova nelle profondità inferiori ai 4000 m di tutti i bacini oceanici che sono collegati all’Oceano Meridionale a quella profondità. L’AABW costituisce il ramo inferiore della circolazione su larga scala degli oceani attraverso la circolazione termoalina.
L'AABW si forma vicino alla superficie nelle polynya costiere lungo la costa dell'Antartide, dove l’elevata formazione di ghiaccio marino durante l’inverno porta alla densificazione delle acque superficiali attraverso il rilascio di salamoia (processo durante il quale il ghiaccio marino che si forma espelle il sale, rendendo l’acqua circostante più salina e quindi più densa). Poiché questa massa d’acqua si forma vicino alla superficie, è responsabile dello scambio di grandi quantità di calore e gas con l’atmosfera. L’AABW ha un elevato contenuto di ossigeno rispetto alle altre acque profonde oceaniche, ma questo si riduce nel tempo. Quest’acqua sprofonda in quattro regioni distinte attorno ai margini del continente e forma l’AABW; questo processo porta alla ventilazione dell’oceano profondo, o ventilazione abissale.

## Formazione e circolazione
L’acqua di fondo antartica si forma nei mari di Weddell e Ross, al largo della costa Adélie e presso Capo Darnley, attraverso il raffreddamento delle acque superficiali nelle polynya e sotto le banchise di ghiaccio. Un fattore importante che consente la formazione dell’AABW è il freddo vento di superficie che soffia dal continente antartico. I venti superficiali trasportano via il ghiaccio marino dalla costa, creando le polynya che espongono la superficie dell’acqua all’atmosfera fredda durante l’inverno, favorendo ulteriormente la formazione di ghiaccio. Le polynya costiere antartiche formano fino al 10% del ghiaccio marino complessivo dell’Oceano Meridionale durante una singola stagione, pari a circa 2000 km³ di ghiaccio marino. L’acqua superficiale viene arricchita di sale dalla formazione di ghiaccio marino e raffreddata dall’atmosfera fredda durante l’inverno, aumentando così la densità di questa massa d’acqua. A causa della sua densità elevata, forma delle colate che scendono lungo la scarpata continentale antartica e proseguono verso nord sul fondale. È l’acqua più densa dell’oceano aperto, e si trova al di sotto delle altre acque profonde e intermedie nella maggior parte dell’emisfero sud. L’acqua di fondo del Mare di Weddell è la componente più densa dell’AABW.
Una fonte importante per la formazione dell’AABW è la massa d'acqua calda offshore conosciuta come acqua profonda circumpolare (CDW; salinità > 35 g/kg e temperatura potenziale > 0 °C). Queste masse d’acqua calde vengono raffreddate dalle polynya costiere per formare l’AABW più densa. Le polynya costiere che formano l’AABW aiutano a impedire alle acque calde della CDW di accedere alla base delle banchise, agendo così da protezione contro lo scioglimento basale potenziato dovuto al riscaldamento oceanico. In aree come il Mare di Amundsen, dove l’attività delle polynya costiere è diminuita fino a ostacolare la formazione di acque dense, le vicine banchise hanno iniziato a ritirarsi e potrebbero essere prossime al collasso.
Le prove indicano che la produzione dell’AABW durante l’Olocene (ultimi 10.000 anni) non è in uno stato stazionario; cioè, i siti di produzione dell'acqua di fondo si spostano lungo il margine antartico su scale temporali che vanno dal decennio al secolo, a seconda delle condizioni per l’esistenza delle polynya. Ad esempio, il distacco del Ghiacciaio Mertz, avvenuto tra il 12 e il 13 febbraio 2010, ha modificato drasticamente l’ambiente per la produzione di acque di fondo, riducendo l’esportazione fino al 23% nella regione della Terra Adelia. Le prove provenienti da carote di sedimenti, contenenti strati di sedimenti a stratificazione incrociata che indicano fasi di correnti di fondo più forti, raccolti sulla piattaforma di Mac. Robertson e nella Terra Adelia, suggeriscono che queste regioni siano state "attivate" e "disattivate" come importanti siti di produzione di acque di fondo nel corso di migliaia di anni.

### Oceano Atlantico
Il Canale di Vema, un profondo solco nella Dorsale di Rio Grande nell’Atlantico meridionale, è un importante condotto per l’acqua di fondo antartica e l’acqua di fondo del Mare di Weddell che migrano verso nord. Raggiunto l’equatore, circa un terzo dell’AABW che fluisce verso nord entra nel Bacino della Guiana, principalmente attraverso la metà meridionale del Canale Equatoriale a 35°O. L’altra parte ricircola e una porzione attraversa la zona di frattura Romanche nell’Atlantico orientale.

Flusso d'acqua di fondo antartico nell'Atlantico equatoriale

Nel Bacino della Guiana, a ovest di 40°O, la topografia inclinata e la forte corrente di confine occidentale profonda che scorre verso est potrebbero impedire all’AABW di fluire verso ovest: quindi, deve deviare verso nord lungo la scarpata orientale del Ceará Rise. A 44°O, a nord del Ceará Rise, l’AABW fluisce verso ovest all’interno del bacino. Una grande frazione dell’AABW entra nell’Atlantico orientale attraverso la zona di frattura Vema.

### Oceano Indiano
Nell’Oceano Indiano, la fessura Crozet–Kerguelen permette all’AABW di muoversi verso l’equatore. Questo flusso verso nord è di circa 2,5 Sverdrup. L’AABW impiega 23 anni per raggiungere la fessura Crozet-Kerguelen. A sud dell’Africa, l’AABW fluisce verso nord attraverso il Bacino di Agulhas, quindi verso est attraverso il Passaggio di Agulhas, oltre i margini meridionali dell’Altopiano di Agulhas, per poi entrare nel Bacino del Mozambico. 

Percorsi delle acque di fondale antartico

## Cambiamento climatico
Il cambiamento climatico e il conseguente scioglimento della calotta glaciale antartica hanno rallentato la formazione dell’AABW, e questo rallentamento sembra destinato a continuare. Una completa interruzione della formazione dell’AABW è possibile già a partire dal 2050. Questa interruzione avrebbe effetti drammatici sulla circolazione oceanica e sui modelli meteorologici globali.

### Potenziale interruzione dell’AABW
L’aumento dell’intrusione di acqua calda della CDW, unito a un maggiore scioglimento basale delle banchise, può influenzare la formazione delle acque dense di piattaforma. Perché l’acqua superficiale possa divenire acqua profonda, deve essere molto fredda e salina. Gran parte della formazione di acque profonde deriva dal rilascio di salamoia, dove l’acqua residua è estremamente salina e fredda, quindi molto densa. L’aumento dello scioglimento dei ghiacci iniziato nei primi anni 2000 ha creato un periodo di acque più dolci tra il 2011 e il 2015 all’interno delle acque di fondo. Questo fenomeno è stato particolarmente evidente nelle acque di fondo vicino all’Antartide Occidentale, soprattutto nella zona del Mare di Weddell.
Sebbene il processo di dolcificazione si sia temporaneamente invertito negli ultimi anni grazie a una diminuzione dello scioglimento dei ghiacci, il potenziale di futuri scioglimenti.